# Karel Noll

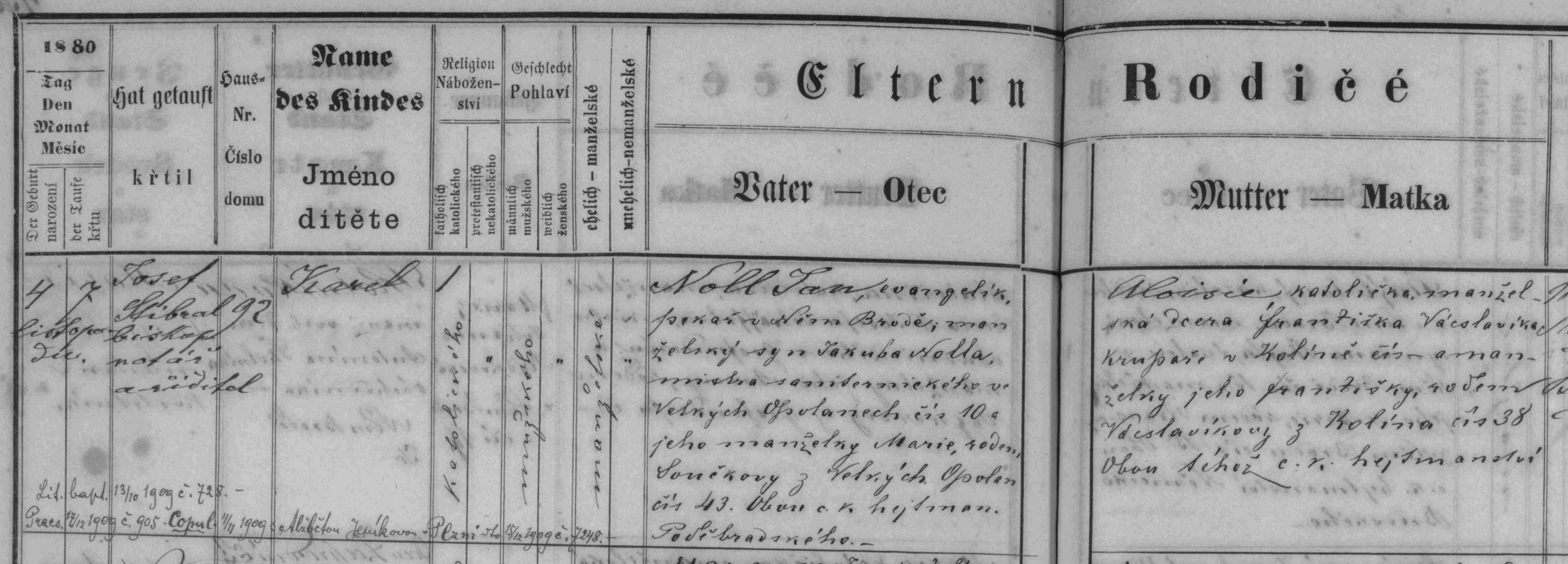
zápis z matriky N farnosti v Německém Brodě o narození a křtu Karla Nolla

Karel Noll (4. listopadu 1880 Německý Brod – 29. února 1928 Praha-Královské Vinohrady) byl český herec, představitel vojáka Švejka v jeho prvních filmových zpracováních.

## Životopis
Narodil se 4. listopadu 1880 v Německém Brodě. Již v dětských letech mu učarovalo divadlo a to tak, že bez souhlasu rodičů utekl ke kočovné Košnerově společnosti. U tohoto principála se naučil o divadle tolik, že se mohl ucházet o angažmá v kamenném divadle. Hrál v Plzni, kde se v roce 1909 oženil s Alžbětou Jeníkovou, v Brně a hostoval ve Vídni. Nejvíce divadel vystřídal v Praze (Rokoko, Apollo, Divadlo Vlasty Buriana, Švandovo divadlo, kabaret Bum a Revoluční scéna, a další). Od roku 1920 přibyly také filmové role.
Filmových rolí ztvárnil kolem třiceti a některé z nich se zapsaly do dějin kinematografie. Po důkladné divadelní průpravě dokázal zahrát role do komických, až po charakterní. Zajímavá byla například role Kecala v Prodané nevěstě režiséra Oldřicha Kmínka. Ve význačných filmových rolích se ještě objevil v Lamačově filmu Velbloud uchem jehly a Lucerna, Batalión režiséra Přemysla Pražského, ale jeho životní rolí se stala postava Švejka. Toho ztvárnil již na jevišti Adrie. Kritika se shoduje v tom, že Nollova filmová postava Švejka, ač černobílá a němá, nebyla do dnešních dnů překonána.[zdroj?]

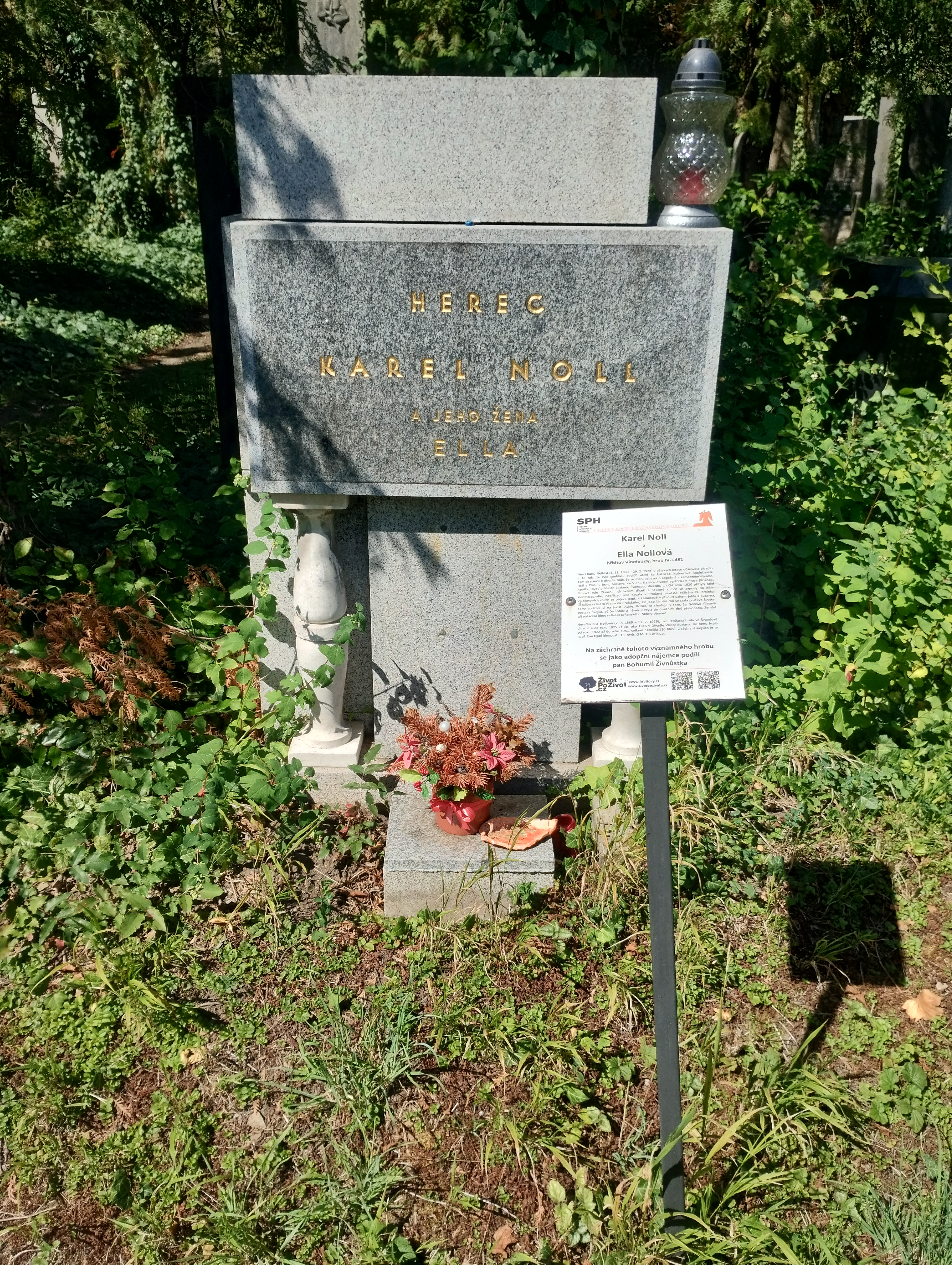
Hrob Karla Nolla na Vinohradském hřbitově v Praze

Zemřel při natáčení filmu režiséra Krňanského Modrý démant, dne 29. února 1928. Je pochován na Vinohradském hřbitově v Praze. 

## Citát
| „                 | Poznal jsem v Burianově divadle, bohužel nakrátko, také velkého herce Karla Nolla. Nebyl jsem tam ještě dlouho, když zemřel. To bylo v osmadvacátém. Na scéně z něho na partnery vyzařoval zvláštní pocit bezpečí, pocit, že se nic nemůže stát, jestliže tam vedle vás stojí. A pro člověka, který do profesionálního divadla přišel poprvé jako tenkrát já, kdy se všecko se mnou točilo, byl ten pocit moc cenný a užitečný. Nolla snad nic nevyvedlo z míry, takový byl kliďas. | “ |
| — Jaroslav Marvan | |   |

## Divadelní role, výběr
- 1921 M. Cervantes, E. A. Longen: Don Quijote de la Mancha, Sancho Panza, Divadlo v Šárce
- 1921 J. Hašek, E. A. Longen: Dobrý voják Švejk ve světové válce, titul. role, Revoluční scéna
- 1922 J. Hašek: Dobrý voják Švejk, titul. role, Adria
- 1923 J. Hašek, K. Vaněk: Dobrý voják Švejk, titul. role, Apollo

## Filmové role, výběr
- 1920 Červená Karkulka, role: ponocný Vrána, režie Svatopluk Innemann
- 1921 Kříž u potoka, Kobosil, režie Jan Stanislav Kolár
- 1922 Prodaná nevěsta, Kecal, režie Oldřich Kmínek
- 1925 Lucerna, režie Karel Lamač
- 1925 Do panského stavu, Václav Kráčmera, režie Karel Anton
- 1926 Dobrý voják Švejk, Josef Švejk, režie Karel Lamač
- 1926 Švejk na frontě, Švejk, režie Karel Lamač
- 1926 Švejk v ruském zajetí, Švejk, režie Svatopluk Innemann
- 1926 Velbloud uchem jehly, režie Karel Lamač
- 1927 Švejk v civilu, Švejk, režie Gustav Machatý
- 1927 Batalion, Vondra, režie Přemysl Pražský